# HD90967
HD90967 — хімічно пекулярна зоря спектрального класу A5, що має видиму зоряну величину в смузі V приблизно  7,8.
Вона  розташована на відстані близько 430,3 світлових років від Сонця.